# Alexandra Delli Colli
Pour les articles homonymes, voir Delli Colli.
Alexandra Delli Colli est une actrice italienne née le 12 septembre 1957
en Italie.

## Biographie
Née le 12 septembre 1957, elle a fait ses débuts à l'écran en 1975 avec le long métrage Catherine et Compagnie de Michel Boisrond sous le pseudonyme d'Alexandra Gorski. Elle fera plusieurs films avec Max Pécas.
Alexandra Delli Colli avait des parents français, mais elle a aussi évolué dans le cinéma italien. Bien qu'il soit classé comme giallo, elle a fait quelques scènes érotiques dans L'Éventreur de New York de Lucio Fulci, mais elle n'a jamais fait de l'érotique plus frontal ou de la pornographie. Son dernier film, datant de 1989, était Fratelli d'Italia (it) de Neri Parenti.

## Filmographie
- 1975 : Catherine et Compagnie de Michel Boisrond : Osmane
- 1977 : Marche pas sur mes lacets de Max Pécas
- 1979 : On est venu là pour s'éclater de Max Pécas : Alice, l'infirmière
- 1979 : La Terreur des zombies (Zombi Holocaust) de Marino Girolami : Laurie Ridgeway
- 1980 : Mieux vaut être riche et bien portant que fauché et mal foutu de Max Pécas : Corinne
- 1982 : L'inceneritore (it) de Pier Francesco Boscaro dagli Ambrosi : Fedora
- 1982 : L'Éventreur de New York (Lo squartatore di New York) de Lucio Fulci : Jane Forrester Lodge
- 1983 : On l'appelle catastrophe de Richard Balducci : Patricia
- 1986 : Romanza final (es) de José María Forqué
- 1987 : Il fascino sottile del peccato (it) de Ninì Grassia : Arianna Minardi
- 1989 : Fratelli d'Italia (it) de Neri Parenti